# باسكال إيتر
باسكال اتتير (بالألمانية: Pascal Itter)‏ (3 أبريل 1995 في ألمانيا - ) هو لاعب كرة قدم ألماني في مركز الوسط. شارك مع منتخب ألمانيا تحت 16 سنة لكرة القدم ومنتخب ألمانيا تحت 17 سنة لكرة القدم ومنتخب ألمانيا لكرة القدم تحت 18 سنة ومنتخب ألمانيا تحت 19 سنة لكرة القدم. أما مع النوادي، فقد لعب مع شالكه 04 ونادي غروديغ وشالكه 04 ب و1. FC Nürnberg II ‏.

## وصلات خارجية
- باسكال اتتير على موقع الاتحاد الأوربي (الإنجليزية)
- باسكال اتتير على موقع قاعدة بيانات كرة القدم.إي يو (الإنجليزية)
- باسكال اتتير على موقع بيانات كرة القدم. دي إي (الألمانية)
- باسكال اتتير على موقع Soccerway.com (الإنجليزية)
- باسكال اتتير على موقع عالم كرة القدم.نت (الإنجليزية)
- باسكال اتتير على موقع AS.com (الإسبانية)

خيارات العرض الأولية
يُمكن استخدام وسيط |وضع= لضبط خيارات عرض القالب الأوليّة:
- |وضع=collapsed: {{باسكال إيتر|وضع=collapsed}} لإظهار القالب مطويًّا، بمعنى إخفاء محتوياته ما عدا الشريط الخاص بالعنوان.
- |وضع=expanded: {{باسكال إيتر|وضع=expanded}} لإظهار القالب ممتدًّا، بمعنى إظهاره كاملًا.
- |وضع=autocollapse: {{باسكال إيتر|وضع=autocollapse}}
  - لإظهار القالب مطويًّا إلى شريط العنوان إذا وُجِد قالب {{وصلات قالب}}، أو قالب {{شريط جانبي}} أو أي جدول يستخدم متغيّر مطوي في الصفحة.
  - لإظهار القالب في وضع الممتد إذا لم يكن هنالك أي عنصر مطوي في الصفحة.

إذا كان وسيط |وضع= غير مضبوطٍ؛ فإن العرض الأولي للقالب يأخذ الوضع من وسيط |افتراضي= في القالب. وضع هذا القالب الحالي مضبوط على autocollapse.
- أدوات مساعدة: تفقد استخدام الوصلات للقالب